# Lista de presidentes da Funai
Esta é uma lista de presidentes da Fundação Nacional dos Povos Indígenas (Funai) do Brasil.

## Ditadura militar(5.ª República)
| Nº                                  | Nome                                | Início                              | Fim                                 | Ministro                            | Presidente                          |
| Vinculado ao Ministério do Interior | Vinculado ao Ministério do Interior | Vinculado ao Ministério do Interior | Vinculado ao Ministério do Interior | Vinculado ao Ministério do Interior | Vinculado ao Ministério do Interior |
| ----------------------------------- | ----------------------------------- | ----------------------------------- | ----------------------------------- | ----------------------------------- | ----------------------------------- |
| 1                                   | José de Queiroz Campos              | Dezembro de 1967                    | Janeiro de 1969                     | Afonso Augusto de Albuquerque Lima  | Costa e Silva                       |
| 1                                   | José de Queiroz Campos              | Janeiro de 1969                     | Agosto de 1969                      | José Costa Cavalcanti               | Costa e Silva                       |
| 1                                   | José de Queiroz Campos              | Agosto de 1969                      | Outubro de 1969                     | José Costa Cavalcanti               | Junta Provisória de 1969            |
| 1                                   | José de Queiroz Campos              | Outubro de 1969                     | Junho de 1970                       | José Costa Cavalcanti               | Emílio Garrastazu Médici            |
| 2                                   | Oscar Jeronymo Bandeira de Mello    | Junho de 1970                       | Março de 1974                       | José Costa Cavalcanti               | Emílio Garrastazu Médici            |
| 3                                   | Ismarth Araújo de Oliveira          | Março de 1974                       | Março de 1979                       | Maurício Rangel Reis                | Ernesto Geisel                      |
| 4                                   | Adhemar Ribeiro da Silva            | Março de 1979                       | Novembro de 1979                    | Mário Andreazza                     | João Figueiredo                     |
| 5                                   | João Carlos Nobre da Veiga          | Novembro de 1979                    | Outubro de 1981                     | Mário Andreazza                     | João Figueiredo                     |
| 6                                   | Paulo Moreira Leal                  | Outubro de 1981                     | Julho de 1983                       | Mário Andreazza                     | João Figueiredo                     |
| 7                                   | Otávio Ferreira Lima                | Julho de 1983                       | Abril de 1984                       | Mário Andreazza                     | João Figueiredo                     |
| 8                                   | Jurandy Marcos da Fonseca           | Maio de 1984                        | Setembro de 1984                    | Mário Andreazza                     | João Figueiredo                     |
| 9                                   | Nelson Marabuto                     | Setembro de 1984                    | Março de 1985                       | Mário Andreazza                     | João Figueiredo                     |

## Nova República(6.ª República)
| Nº                                                      | Nome                                           | Início                              | Fim                                 | Ministro                            | Presidente                          |
| Vinculado ao Ministério do Interior                     | Vinculado ao Ministério do Interior            | Vinculado ao Ministério do Interior | Vinculado ao Ministério do Interior | Vinculado ao Ministério do Interior | Vinculado ao Ministério do Interior |
| ------------------------------------------------------- | ---------------------------------------------- | ----------------------------------- | ----------------------------------- | ----------------------------------- | ----------------------------------- |
| 9                                                       | Nelson Marabuto                                | Março de 1985                       | Abril de 1985                       | Ronaldo Costa Couto                 | José Sarney                         |
| 10                                                      | Ayrton Carneiro de Almeida[NA]                 | Abril de 1985                       | Abril de 1985                       | Ronaldo Costa Couto                 | José Sarney                         |
| 11                                                      | Gerson da Silva Alves                          | Abril de 1985                       | Setembro de 1985                    | Ronaldo Costa Couto                 | José Sarney                         |
| 12                                                      | Álvaro Villas Boas                             | Setembro de 1985                    | Novembro de 1985                    | Ronaldo Costa Couto                 | José Sarney                         |
| 13                                                      | Apoena Meireles                                | Novembro de 1985                    | Maio de 1986                        | Ronaldo Costa Couto                 | José Sarney                         |
| 14                                                      | Romero Jucá                                    | Maio de 1986                        | Abril de 1987                       | Ronaldo Costa Couto                 | José Sarney                         |
| 14                                                      | Romero Jucá                                    | Abril de 1987                       | Agosto de 1987                      | Joaquim Francisco                   | José Sarney                         |
| 14                                                      | Romero Jucá                                    | Agosto de 1987                      | Setembro de 1988                    | João Alves Filho                    | José Sarney                         |
| 15                                                      | Íris Pedro de Oliveira                         | Setembro de 1988                    | Março de 1990                       | João Alves Filho                    | José Sarney                         |
| Passa a ser vinculado ao Ministério da Justiça          |                                                |                                     |                                     |                                     |                                     |
| 16                                                      | Airton Alcântara                               | Março de 1990                       | Agosto de 1990                      | Bernardo Cabral                     | Fernando Collor de Mello            |
| 17                                                      | Cantídio Guerreiro Guimarães                   | Agosto de 1990                      | Outubro de 1990                     | Bernardo Cabral                     | Fernando Collor de Mello            |
| 17                                                      | Cantídio Guerreiro Guimarães                   | Outubro de 1990                     | Julho de 1991                       | Jarbas Passarinho                   | Fernando Collor de Mello            |
| 18                                                      | Sidney Ferreira Possuelo                       | Julho de 1991                       | Abril de 1992                       | Jarbas Passarinho                   | Fernando Collor de Mello            |
| 18                                                      | Sidney Ferreira Possuelo                       | Abril de 1992                       | Outubro de 1992                     | Célio Borja                         | Fernando Collor de Mello            |
| 18                                                      | Sidney Ferreira Possuelo                       | Outubro de 1992                     | Maio de 1993                        | Maurício Corrêa                     | Itamar Franco                       |
| 19                                                      | Cláudio dos Santos Romero                      | Maio de 1993                        | Setembro de 1993                    | Maurício Corrêa                     | Itamar Franco                       |
| 20                                                      | Dinarte Nobre Madeiro                          | Setembro de 1993                    | Abril de 1994                       | Maurício Corrêa                     | Itamar Franco                       |
| 20                                                      | Dinarte Nobre Madeiro                          | Abril de 1994                       | Janeiro de 1995                     | Alexandre de Paula Dupeyrat Martins | Itamar Franco                       |
| 20                                                      | Dinarte Nobre Madeiro                          | Janeiro de 1995                     | Setembro de 1995                    | Nelson Jobim                        | Fernando Henrique Cardoso           |
| 21                                                      | Márcio Santilli                                | Setembro de 1995                    | Março de 1996                       | Nelson Jobim                        | Fernando Henrique Cardoso           |
| 22                                                      | Júlio Gaiger                                   | Março de 1996                       | Abril de 1997                       | Nelson Jobim                        | Fernando Henrique Cardoso           |
| 22                                                      | Júlio Gaiger                                   | Abril de 1997                       | Maio de 1997                        | Milton Seligman                     | Fernando Henrique Cardoso           |
| 22                                                      | Júlio Gaiger                                   | Maio de 1997                        | Julho de 1997                       | Iris Rezende                        | Fernando Henrique Cardoso           |
| 23                                                      | Sulivan Silvestre                              | Agosto de 1997                      | Abril de 1998                       | Iris Rezende                        | Fernando Henrique Cardoso           |
| 23                                                      | Sulivan Silvestre                              | Abril de 1998                       | Abril de 1998                       | José de Jesus Filho                 | Fernando Henrique Cardoso           |
| 23                                                      | Sulivan Silvestre                              | Abril de 1998                       | Fevereiro de 1999                   | Renan Calheiros                     | Fernando Henrique Cardoso           |
| 24                                                      | Márcio Lacerda                                 | Fevereiro de 1999                   | Julho de 1999                       | Renan Calheiros                     | Fernando Henrique Cardoso           |
| 24                                                      | Márcio Lacerda                                 | Julho de 1999                       | Novembro de 1999                    | José Carlos Dias                    | Fernando Henrique Cardoso           |
| 25                                                      | Carlos Frederico Marés de Souza Filho          | Novembro de 1999                    | Abril de 2000                       | José Carlos Dias                    | Fernando Henrique Cardoso           |
| 25                                                      | Carlos Frederico Marés de Souza Filho          | Abril de 2000                       | Abril de 2000                       | José Gregori                        | Fernando Henrique Cardoso           |
| 26                                                      | Roque Laraia                                   | Abril de 2000                       | Maio de 2000                        | José Gregori                        | Fernando Henrique Cardoso           |
| 27                                                      | Glênio Alvarez                                 | Maio de 2000                        | Novembro de 2001                    | José Gregori                        | Fernando Henrique Cardoso           |
| 27                                                      | Glênio Alvarez                                 | Novembro de 2001                    | Abril de 2002                       | Aloysio Nunes                       | Fernando Henrique Cardoso           |
| 27                                                      | Glênio Alvarez                                 | Abril de 2002                       | Junho de 2002                       | Miguel Reale Júnior                 | Fernando Henrique Cardoso           |
| 28                                                      | Otacílio Antunes Reis Filho                    | Junho de 2002                       | Julho de 2002                       | Miguel Reale Júnior                 | Fernando Henrique Cardoso           |
| 29                                                      | Artur Nobre Mendes                             | Agosto de 2002                      | Dezembro de 2002                    | Paulo de Tarso Ramos Ribeiro        | Fernando Henrique Cardoso           |
| 29                                                      | Artur Nobre Mendes                             | Dezembro de 2002                    | Janeiro de 2003                     | Márcio Thomaz Bastos                | Luiz Inácio Lula da Silva           |
| 30                                                      | Eduardo Aguiar de Almeida                      | Fevereiro de 2003                   | Agosto de 2003                      | Márcio Thomaz Bastos                | Luiz Inácio Lula da Silva           |
| 31                                                      | Mércio Pereira Gomes                           | Setembro de 2003                    | Março de 2007                       | Márcio Thomaz Bastos                | Luiz Inácio Lula da Silva           |
| 32                                                      | Márcio Meira                                   | Abril de 2007                       | Fevereiro de 2010                   | Tarso Genro                         | Luiz Inácio Lula da Silva           |
| 32                                                      | Márcio Meira                                   | Fevereiro de 2010                   | Dezembro de 2010                    | Luiz Paulo Barreto                  | Luiz Inácio Lula da Silva           |
| 32                                                      | Márcio Meira                                   | Janeiro de 2011                     | Abril de 2012                       | José Eduardo Cardozo                | Dilma Rousseff                      |
| 33                                                      | Marta Maria do Amaral Azevedo                  | Abril de 2012                       | Junho de 2013                       | José Eduardo Cardozo                | Dilma Rousseff                      |
| —                                                       | Maria Augusta Boulitreau Assirati (interina)   | Junho de 2013                       | Outubro de 2014                     | José Eduardo Cardozo                | Dilma Rousseff                      |
| —                                                       | Flávio Chiarelli Vicente de Azevedo (interino) | Outubro de 2014                     | Junho de 2015                       | José Eduardo Cardozo                | Dilma Rousseff                      |
| 34                                                      | João Pedro Gonçalves da Costa                  | Junho de 2015                       | Março de 2016                       | José Eduardo Cardozo                | Dilma Rousseff                      |
| 34                                                      | João Pedro Gonçalves da Costa                  | Março de 2016                       | Março de 2016                       | Wellington César Lima e Silva       | Dilma Rousseff                      |
| 34                                                      | João Pedro Gonçalves da Costa                  | Março de 2016                       | Maio de 2016                        | Eugênio Aragão                      | Dilma Rousseff                      |
| 34                                                      | João Pedro Gonçalves da Costa                  | Maio de 2016                        | Junho de 2016                       | Alexandre de Moraes                 | Michel Temer                        |
| —                                                       | Artur Nobre Mendes (interino)                  | Junho de 2016                       | Setembro de 2016                    | Alexandre de Moraes                 | Michel Temer                        |
| 35                                                      | Agostinho do Nascimento Netto                  | Setembro de 2016                    | Janeiro de 2017                     | Alexandre de Moraes                 | Michel Temer                        |
| 36                                                      | Antonio Fernandes Toninho Costa                | Janeiro de 2017                     | Fevereiro de 2017                   | Alexandre de Moraes                 | Michel Temer                        |
| 36                                                      | Antonio Fernandes Toninho Costa                | Fevereiro de 2017                   | Março de 2017                       | José Levi (interino)                | Michel Temer                        |
| 36                                                      | Antonio Fernandes Toninho Costa                | Março de 2017                       | Maio de 2017                        | Osmar Serraglio                     | Michel Temer                        |
| —                                                       | Franklimberg Ribeiro de Freitas (interino)     | 9 de maio de 2017                   | Julho de 2017                       | Torquato Jardim                     | Michel Temer                        |
| 37                                                      | Franklimberg Ribeiro de Freitas                | Julho de 2017                       | 24 de abril de 2018                 | Torquato Jardim                     | Michel Temer                        |
| 38                                                      | Wallace Moreira Bastos                         | 24 de abril de 2018                 | 1 de janeiro de 2019                | Torquato Jardim                     | Michel Temer                        |
| 38                                                      | Wallace Moreira Bastos                         | 1 de janeiro de 2019                | 16 de janeiro de 2019               | Sergio Moro                         | Jair Bolsonaro                      |
| 39                                                      | Franklimberg Ribeiro de Freitas                | 16 de janeiro de 2019               | Junho de 2019                       | Sergio Moro                         | Jair Bolsonaro                      |
| 40                                                      | Marcelo Augusto Xavier da Silva                | 19 de julho de 2019                 | 24 de abril de 2020                 | Sergio Moro                         | Jair Bolsonaro                      |
| 40                                                      | Marcelo Augusto Xavier da Silva                | 29 de abril de 2020                 | 29 de março de 2021                 | André Mendonça                      | Jair Bolsonaro                      |
| 40                                                      | Marcelo Augusto Xavier da Silva                | 30 de março de 2021                 | 29 de dezembro de 2022              | Anderson Torres                     | Jair Bolsonaro                      |
| —                                                       | Elisabete Ribeiro Alcântara Lopes (substituta) | 29 de dezembro de 2022              | 31 de dezembro de 2022              | Anderson Torres                     | Jair Bolsonaro                      |
| Passa a ser vinculado ao Ministério dos Povos Indígenas |                                                |                                     |                                     |                                     |                                     |
| 41                                                      | Joênia Wapichana                               | 1 de fevereiro de 2023              | —                                   | Sônia Guajajara                     | Luiz Inácio Lula da Silva           |